# Pibel Lake
Pibel Lake ist ein See im Wheeler County, im US-Bundesstaat Nebraska, in den Vereinigten Staaten. Er liegt in einem kleinen Tal innerhalb des Pibel Lake State Recreation Area, und wird vom Nebraska Game and Parks Commission unterhalten. Die Fläche des Sees beträgt 9,71 Hektar.
Bei einer allgemeinen Instandsetzung des Sees, wurde die Fischpopulation, die durch eine Wasserverschmutzung in Mitleidenschaft gezogen wurde, von Barschartigen und Welsartigen durch Aussetzung aufgestockt. Es wurde darüber hinaus ein Dock für Kleinboote angelegt. Der Pibel-See ist umsäumt von einer Anreihe hoher Pappeln und beherbergt eine Fülle von Tier- und Pflanzenarten. Campingsmöglichkeiten sind ebenfalls vorhanden.
Der Pibel Lake befindet sich etwa 1,6 Kilometer östlich des U.S. Highway 281 und 14,5 Kilometer südlich von Bartlett.